# Thomas Howes
Thomas Howes (Woodlands, 16 luglio 1986) è un attore britannico, attivo in campo teatrale, televisivo e cinematografico. Howes è noto principalmente per il ruolo di William Mason nella serie televisiva Downton Abbey, una parte che gli valse lo Screen Actors Guild Award per il miglior cast in una serie drammatica nel 2012.

## Filmografia parziale

### Cinema
- Anna Karenina, regia di Joe Wright (2012)

### Televisione
- Downton Abbey – serie TV, 14 episodi (2010-2015)
- I misteri di Murdoch (Murdoch Mysteries) – serie TV, episodio 6x02 (2013)
- Dark Angel – miniserie TV, 1 puntata (2016)
- Houdini & Doyle – miniserie TV, 1 puntata (2016)
- Gentleman Jack - Nessuna mi ha mai detto di no (Gentleman Jack) – serie TV, 11 episodi (2019-2022)
- L'amore e la vita - Call the Midwife – serie TV, episodio 9x08 (2020)

## Doppiatori italiani
Nelle versioni in italiano dei suoi lavori, Thomas Howes è stato doppiato da:
- Davide Albano in Downton Abbey
- Alessio Cigliano in Gentleman Jack - Nessuna mi ha mai detto di no